# Otón de Grandson
Otón de Grandson (también llamado Otton de Grandson) (1238-1328) fue un caballero saboyano que prestó sus servicios a la Corona inglesa durante el reinado Eduardo I. Fue el amigo personal más cercano a Eduardo. Entre otros eventos destacables, acudió a las cruzadas y participó activamente en la defensa de Acre en 1291.
Hijo de Pedro, señor de Grandson. El joven Otón viajó a Inglaterra probablemente en compañía de Pedro de Saboya en 1252, seguramente no viajó después de 1265. Después entró al servicio de Enrique III y para 1267 fue encomendado a la corte del príncipe Eduardo. 

## Su vida como cruzado
En 1268 tanto el príncipe como Otón fueron armados caballeros y en 1271 este último acompañó a su señor en la Novena Cruzada, donde sirvió en Acre aquel año. Según una fuente, fue Otón, y no Leonor de Castilla, quien extrajo el veneno chupando la herida de Eduardo cuando intentaron asesinarle.
En 1272 Otón fue designado emisario del príncipe en Acre.
Tras regresar a Inglaterra, fue destacado en Escocia y Gales, donde sirvió como Jefe de Justicia en el norte desde 1284 a 1294 y en Gascuña, a donde fue enviado en 1278 para reformar el gobierno con Robert Burnell. También fungió como diplomático y consiguió entrar en contacto con la gran mayoría de soberanos de Europa Occidental. En 1283 estuvo brevemente bajo las órdenes de Edmundo el Jorobado, el hermano menor del rey, para desempeñar labores diplomáticas. Por aquellos tiempos corría el dicho de que:
"Nadie puede hacer la voluntad del rey tan bien, incluyendo incluso, al rey"
Emprendió una segunda cruzada a Tierra Santa en 1290. Durante la caída de Acre (1291), fue el comandante de los caballeros ingleses en Palestina. Junto con Juan de Grailly, con quien había luchado anteriormente en Gascuña, se le encomendó la defensa de la sección de la muralla comprendida entre la Torre del Rey Enrique II y la Torre del Legado.
La noche del 15 de abril, a la medianoche, ayudados por Otón de Grandson, los templarios hicieron una salida contra el campamento de Hama. Los musulmanes fueron cogidos por sorpresa. Pero muchos de los caballos que montaban los templarios tropezaron con las cuerdas de las tiendas debido a la escasa luz, algunos cayeron y fueron capturados y el resto fue rechazado hasta la ciudad, con grandes pérdidas. Otra salida realizada por los hospitalarios, pocas noches después, en completa oscuridad, fracasó totalmente.
El 18 de mayo, una vez que había comenzado el ataque final, Otón de Grandson, junto con Juan de Grailly defendió la sección de muralla que le correspondía durante algunas horas, pero después de que fuera minada la torre maldita, y al tiempo que se quebraban las defensas en todos los frentes, el enemigo pudo franquear las murallas y tomar posesión de la puerta de San Nicolás. Con su compañero, Juan de Grailly, herido, y los demás líderes rompiendo filas o muertos, Otón de Grandson intentó reorganizar a los hombres, mas no con el propósito de seguir combatiendo, sino con el objetivo de emprender la retirada y alcanzar algunos de los barcos que ya zarpaban. Una vez en el puerto, Grandson reunió todos los barcos venecianos que pudo encontrar, embarcó en ellos a Juan de Grailly y a todos los soldados ingleses que pudieron abordar y finalmente embarcó el, en último lugar. 
Una vez en alta mar, navegó a Chipre, donde su ejército se estableció algunos años. Pero partió nuevamente a Palestina como peregrino, su destino; Jerusalén. En 1298 o 1299, Otón de Grandson, Jacques de Molay de los Templarios, y Guillermo de Villaret de los Hospitalarios, libraron una corta campaña en Cilicia para expulsar a los Mamelucos que invadían la región. En "La flor des estoires d'Orient", el monje Armenio Hethoum de Corcycus menciona sus actividades en las tierras de Cilicia en 1298-1299:
Otón de Grandson y los Maestres del Temple y el Hospital así como sus hombres que estuvieron en aquel tiempo en estas regiones...

## Tras la muerte de Eduardo I
En 1307, tras la muerte de Eduardo, Otón dejó Inglaterra permanentemente. Permaneció al servicio de la corona por mucho tiempo después, sin embargo, hasta 1317 representó a Inglaterra en la Curia Papal. También continuó teniendo intereses en Inglaterra, porque había estado en correspondencia con Juan Langton y Walter Reynolds y en 1277 se le habían concedido las Islas del Canal como señorío por el resto de su vida, junto con tierras en Inglaterra e Irlanda, en recompensa por sus servicios. En 1323 visitó las Islas del Canal, mismas que había estado gobernando de manera ineficiente en su ausencia. También realizó donaciones religiosas con su gran fortuna, probablemente acumulada como recompensa a su trabajo. Fue un benefactor de San Juan de Grandson, donde incrementó el número de monjes después de 1288. Fundó también una sociedad de frailes Franciscanos en 1289 y un monasterio Cartusiano en La Lance en 1317.
Al final de su vida regresó a su dominios de Grandson, que había heredado de su padre y a los cuales había estado visitando frecuentemente durante toda su vida adulta. Nunca se casó y fue sucedido por su sobrino. Había sabido colocar como clérigos a muchos de sus parientes cercanos mediante sus embajadas, especialmente en la Iglesia. Tres de sus parientes fueron obispos en Lausanne y otro sobrino, Juan Grandson, fue sucesor de la Diócesis de Exeter. Otón murió muy viejo, contando cerca de los noventa años. En 1328.